# Pinalitus viscicola
Pinalitus viscicola is een wants uit de familie van de blindwantsen (Miridae). De soort werd het eerst wetenschappelijk beschreven door Auguste Puton in 1888.

## Uiterlijk
De tamelijk langwerpig gevormde, opvallend gekleurde blindwants is altijd macropteer en kan 3,5 tot 4,5 mm lang worden. De wants heeft grotendeels donkerbruine voorvleugels met een geel middenstuk en is bedekt met dunne lichte haartjes. Het scutellum is variabel gekleurd, soms met zwarte accenten. De kop is geel, het halsschild is groengeel en heeft een bruine voor- en achterrand. Het uiteinde van het hoornachtige gedeelte van de voorvleugels (cuneus) is groengeel met een rode punt. Het donkere doorzichtige gedeelte van de voorvleugels heeft rode aders. Van de gele pootjes zijn de achterdijen bruinrood. de pootjes hebben ook twee bruine ringen. Van de antennes zijn de eerste twee segmenten geel, het tweede segment heeft een donker uiteinde en de laatste twee segmenten zijn geheel donker.

## Leefwijze
De soort overwintert als eitje of als volwassen wants. De volgroeide wantsen kunnen van juli tot november gevonden worden, in gunstige gevallen is er een tweede generatie per jaar. De soort leeft uitsluitend op maretak (Viscum album) en in het buitenland ook op Loranthus europaeus.

## Leefgebied
In Nederland komt de soort alleen voor in het zuiden van Limburg en is hij zeer zeldzaam. Verder kan de soort worden aangetroffen in het Palearctisch gebied, van Europa tot Noord-Afrika.